# Barawaja (tor wyścigowy)
Barawaja (biał. Баравая; ros. Боровая, Borowaja) – nieistniejący już tor wyścigowy znajdujący się w miejscowości Kopiszcze w Białoruskiej SRR.

## Historia
W latach 1955–1959 w pobliżu Mińska odbywały się wyścigi samochodowe na ulicznym torze Minskoje kolco, który obejmował odcinek drogi zasławskiej. W 1962 roku dzięki staraniom DOSAAF i Głównej Dyrekcji Dróg przy Radzie Ministrów Białoruskiej SRR zbudowano nowy tor o nazwie Minskoje kolco, który nieoficjalnie nazywano również Małoje minskoje kolco. Tor miał kształt trójkąta, a jego dwie proste przebiegały przez drogę zasławską. Długość toru wynosiła 2850 m, a różnica wzniesień – 18 m. Zamiast ogrodzenia na torze umieszczono sterty starych opon. Pierwsze zawody na torze odbyły się w dniach 13–14 października 1962 i obejmowały zawody formuł: 2, 3 i Junior, a także grup: A, B i G. Już rok później na torze Minskoje kolco odbywała się jedna z eliminacji Pucharu Pokoju i Przyjaźni, którą wygrał Frieder Rädlein. Organizacja wyścigów nie okazała się jednak sukcesem, a kierowcy narzekali m.in. za znacznie oddalony od toru park zamknięty i nieciekawą konfigurację trasy. W związku z tym Minskoje kolco w następnych latach organizowało głównie mistrzostwa Białoruskiej SRR.
W 1966 roku dokonano przebudowy toru, dodając nowe zakręty. W efekcie długość toru wzrosła do 4030 m, z czego około 1,7 km stanowił prosty odcinek drogi zasławskiej. Poza tym poszerzono cały tor do dziewięciu metrów, wzmocniono pobocza oraz przeniesiono linię startu/mety na drogę zasławskiej. Zmieniono również nazwę toru na Barawaja, która pochodziła od pobliskiej wioski. Pierwszy wyścig na tej wersji toru zorganizowano 5 czerwca 1966 roku w grupie A i B, zaś pod koniec roku po raz pierwszy odbył się wyścig „Zołotaja osień” (ros. Золотая осень). W 1968 roku celem poprawy bezpieczeństwa na całej długości toru w charakterze ogrodzenia zastosowano stare opony wpuszczone w ziemię. W latach 1969–1977 Barawaja była eliminacją Pucharu Pokoju i Przyjaźni, a w sezonach 1969–1973 i 1978 – mistrzostw ZSRR. Jednakże pod koniec lat 70. renoma toru spadła. Miało to związek z budową nowych, stałych torów wyścigowych w ZSRR (Czajka, Bikernieki), które były przewyższały Barawaję pod względem nawierzchni, infrastruktury i bezpieczeństwa. W latach 1977–1979 doszło do trzech wypadków, w wyniku których zmarli Wiaczesław Starostienko, Tiit Skobelev i Rimantas Kesminas. Mimo to nie poprawiono znacząco środków bezpieczeństwa, w efekcie czego po 1979 roku zaprzestano organizacji wyścigów na Barawaji. Zawody „Zołotaja osień” zostały z kolei przeniesione na tor Czajka.
Na początku lat 80. dokonano modernizacji toru. Poprawiona została infrastruktura, środki bezpieczeństwa oraz wymieniono nawierzchnię, a w południowej części toru dodano nową kombinację zakrętów. Długość tej wersji toru wynosiła 3040 m. W dniach 15–16 września 1984 odbyły się pierwsze zawody na udoskonalonym torze: mistrzostwa Białoruskiej SRR i wyścig „Zołotaja osień”. Tor był jednak używany przeważnie do lokalnych wyścigów i na początku lat 90. zaprzestano ścigania się na Barawaji.

## Zwycięzcy w Pucharze Pokoju i Przyjaźni
| Sezon | Kierowca           | Samochód           |
| ----- | ------------------ | ------------------ |
| 1963  | Frieder Rädlein    | Melkus 63-Wartburg |
| 1969  | Vladimír Hubáček   | Lotus 41C-Ford     |
| 1970  | Vladislav Ondřejík | Lotus 41C-Ford     |
| 1971  | Heinz Melkus       | Melkus 64-Wartburg |
| 1972  | Jiří Rosický       | MTX 1107-Škoda     |
| 1973  | Wolfgang Küther    | Melkus 64-Wartburg |
| 1974  | Karel Jílek        | MTX 1-02-Škoda     |
| 1975  | Madis Laiv         | Estonia 18-Łada    |
| 1977  | Karel Jílek        | MTX 1-03-Škoda     |